# Carlos Torres Arratia
Carlos Ariel Torres Arratia (Santiago de Chile, 23 de julio de 1977) es un exfutbolista chileno. Jugaba de portero y actualmente integra el cuerpo técnico de Santiago Morning.

## Selección nacional
Ha sido internacional con la Selección de fútbol de Chile con la selección sub-17, participando en el Mundial de Fútbol Sub-17 de 1993, donde fue suplente de Ariel Salas.

### Participaciones en Copas del Mundo
| Mundial                        | Sede  | Resultado    |
| ------------------------------ | ----- | ------------ |
| Mundial Juvenil Sub-17 de 1993 | Japón | Tercer lugar |

## Clubes
| Club                    | País  | Año       |
| ----------------------- | ----- | --------- |
| Universidad Católica    | Chile | 1993-1996 |
| Everton de Viña del Mar | Chile | 1997      |
| Universidad Católica    | Chile | 1998      |
| Municipal Las Condes    | Chile | 1999      |
| Ñublense                | Chile | 2000      |
| Deportes Melipilla      | Chile | 2004      |
| Cobresal                | Chile | 2005-2006 |
| Unión La Calera         | Chile | 2007-2008 |
| Deportes Melipilla      | Chile | 2009      |
| Lota Schwager           | Chile | 2010-2011 |
| Santiago Morning        | Chile | 2012-2014 |